# Burgstall Blankenberg
Der Burgstall Blankenberg ist eine abgegangene mittelalterliche Höhenburg an der Stelle des „Berghäuschens“ auf dem Blankenberg bei Ipthausen, einem heutigen Ortsteil der Stadt Bad Königshofen im Grabfeld im Landkreis Rhön-Grabfeld in Bayern.
1232 wird ein Theodoricus von Blankenberg mit der Burg erwähnt. Vermutlich wurde die Burg 1525 im Zuge des Bauernkrieges zerstört.